# Partenio II di Costantinopoli
Partenio II (in greco Παρθένιος Β΄?; Giannina, ... – Bosforo, 16 maggio 1651) è stato un arcivescovo ortodosso greco, patriarca ecumenico di Costantinopoli per due volte: dal 1644 al 1646 e dal 1648 al 1651.

## Biografia
Nacque a Giannina. Divenne uno ieromonaco e nel 1632 fu eletto metropolita di Giannina. Nel 1639 fu eletto metropolita di Adrianopoli dopo che il padre spirituale Partenio I fu eletto patriarca ecumenico di Costantinopoli. Visse la maggior parte della sua vita a Costantinopoli, e diventò sostenitore di Cirillo Lucaris. 
Dopo la deposizione di Partenio I, fu eletto patriarca l'8 settembre 1644 con il sostegno del popolo e prese il nome di Partenio II. 
Era avido e violento e perseguì una politica anti-papale. Ribaltò e annullò le decisioni prese al Sinodo di Iasi e della "Confessione ortodossa" del metropolita di Kiev Petros Mogilas, che provocò l'odio del sovrano della Moldavia Vasile Lupu. 
I suoi avversari riuscirono a deporlo nel novembre 1646 e a esiliarlo sull'isola di Cipro. Mentre stava venendo trasferito sull'isola, riuscì a fuggire e ad andare a Iasi, dove rimase per due anni. Il 29 ottobre 1648 fu rieletto patriarca di Costantinopoli. Nel suo secondo regno patriarcale di tre anni, perseguì gli avversari, ribellandosi anche ai calvinisti. Nel 1649 chiese per scritto l'assistenza dell'Imperatore Ferdinando III contro di essi. 
Si ritrovò, però, con un ampio numero di nemici in tutte le fazioni esistenti e rimase solo e impotente. Nella primavera del 1651, i gesuiti, con il sostegno dei sovrani di Valacchia e Moldavia, persuasero il sultano Mehmed IV ad avviare negoziati segreti con i russi. Il 16 maggio fu arrestato dai giannizzeri, che lo strangolarono e lo gettarono nel Bosforo. I seguaci a lui fedeli raccolsero i suoi resti e li seppellirono nel monastero di Kamariotissa a Heybeliada.